# Галерас
Галерас (на испански: Galeras) e вулкан, разположен в Южна Америка, на територията на Колумбия, недалеч от град Пасто.
Височината на вулкана достига 4276 метра над морското равнище, диаметърът в основата е над 20 километра. Диаметърът на кратера е 320 метра, а дълбочината му – над 80 метра.
По предположения на геолози и вулканолози, за последните 7 хил. години Галерас не по-малко от шест пъти мащабно изригва, както и множество по-малки изригвания. Само през 16 век са регистрирани над двадесет изригвания. През 1993 г., при провеждането на изследователски работи в кратера загиват шест геолога (тогава започва изригване). През ноември 2006 г., във връзка със заплахата от голямо изригване, от околните селища са евакуирани над осем хиляди жители.
На 26 август 2010 г. властите на Колумбия пристъпват към евакуация на около 9 хил. души, живеещи в близост до вулкана Галерас. В региона е обявена тревога. Изпратени са над 400 полицаи за оказване на помощ на гражданското население. За приемане на евакуираните са подготвени девет убежища в град Пасто, близо до границата с Еквадор.

## Регистрирани изригвания
- Изригване на вулкана Галерас е регистрирано през януари 2008 г.
- На 15 февруари 2009 г. в 19:10 н. по местно време (00:10 UTC)[3]
- На 2 януари 2010 г.[4]
- На 25 август 2010 г.[2]